# Zona volcànica de la Selva
La zona volcànica de la Selva està formada per uns cinquanta aforaments basàltics que es van originar fa 5-2 milions d'anys. Se situen principalment al voltant de Maçanet de la Selva i Riudarenes. Les xemeneies desmantellades de Sant Corneli i d'Hostalric són les més destacades per presentar una disjunció columnar clarament marcada. El volcà de la Crosa de Sant Dalmai, es localitza a la part septentrional de la depressió de la Selva i es troba en bon estat de conservació. La zona volcànica de la Selva forma part del camp volcànic català, es va generar posteriorment a la zona volcànica de l'Empordà (> 12-8 Ma) i amb anterioritat a la de la Garrotxa (0,7-0,01 Ma).